# Cousinia oligocephala
Cousinia oligocephala là một loài thực vật có hoa trong họ Cúc. Loài này được Hausskn. ex Boiss. mô tả khoa học đầu tiên năm 1846.